# Pärnäsaari (ö i Norra Savolax, Nordöstra Savolax, lat 63,00, long 28,11)
Pärnäsaari är en ö i Finland. Den ligger i sjön Juurusvesi och Akonvesi och i kommunen Kuopio (tidigare Juankoski)  i den ekonomiska regionen  Nordöstra Savolax ekonomiska region  och landskapet Norra Savolax, i den centrala delen av landet, 400 km nordost om huvudstaden Helsingfors. Öns area är 1,9 hektar och dess största längd är 300 meter i sydöst-nordvästlig riktning.